# Johan Esk
Johan Esk, född 1968, är en svensk sportjournalist. Han arbetar (2021) sedan 2004 som krönikör på Dagens Nyheters sportredaktion.
År 2008 belönades han med ett pris till bästa fotbollskrönikör, utdelat av fotbollsmagasinet Fourfourtwo, med motiveringen "för att med personlig och engagerad berättarröst ha lyft upp den svenska fotbollskrönikan till en ny nivå".
Johan Esk har även återkommande medverkat i sportpanelen i Sveriges Televisions Gomorron Sverige.
Esk medverkar i Sveriges Televisions dokumentära TV-serie Den andra sporten från 2013.